# Mount Sterling (Kentucky)
Pour les articles homonymes, voir Mount Sterling.
Mount Sterling est le siège du comté de Montgomery, dans l'État du Kentucky, aux États-Unis. Selon le recensement de 2010, sa population est de 6 895 habitants.